# NWA National Heavyweight Championship
El NWA National Heavyweight Championship (Campeonato Nacional Peso Pesado de NWA en español) es un campeonato de lucha libre profesional propiedad y promovido por la National Wrestling Alliance (NWA), con sede en Estados Unidos. 
El campeonato se estableció en enero de 1980 como el principal título individual de Georgia Championship Wrestling (GCW), una destacada promoción afiliada a la NWA. Hasta su desactivación en septiembre de 1986, el título se mantuvo en Georgia, a través de 3 propietarios diferentes (GCW; Championship Wrestling de Georgia y Jim Crockett Promotions). 
El título fue reactivado en mayo de 1997 y promovido por un puñado de promociones independientes afiliadas a la NWA, hasta que quedó vacante en octubre de 2017. En octubre de 2018, la NWA (ahora una promoción, en lugar de un organismo sancionador) celebró un torneo de 8 personas para coronar a un nuevo campeón.

## Historia
El Campeonato Nacional de Peso Pesado de la NWA fue el principal título individual en la promoción afiliada a la NWA, Georgia Championship Wrestling (GCW), desde 1980 hasta 1986. Contrariamente a su nombre, el título se defendió casi exclusivamente en un solo estado, Georgia. Cuando World Wrestling Entertainment (entonces llamada World Wrestling Federation) compró GCW (Black Saturday (1984)) en julio de 1984, el entonces campeón The Spoiler firmó con la WWF (que incluso, brevemente, reconoció el título). Poco después, Championship Wrestling de Georgia - iniciado por el ex booker de GCW Ole Anderson- lanzó y ganó la afiliación a NWA. El título fue otorgado a Ted DiBiase.
En 1985, Jim Crockett Promotions compró las franjas horarias de TBS de fin de semana para la lucha libre de la WWF, produciendo su propia versión del programa de televisión "World Championship Wrestling". JCP también había comprado Championship Wrestling de Georgia (asumiendo también su horario del sábado por la mañana), y comenzó a reconocer los campeonatos de CWG. Finalmente, Crockett celebró un combate de unificación entre el Campeón de Estados Unidos de la NWA de su compañía, Nikita Koloff, y el Campeón Nacional de la NWA, Wahoo McDaniel, que ganó Koloff. El título Nacional fue desactivado, luego de eso. 
En mayo de 1997, el título fue reactivado y promovido por varias promociones independientes afiliadas a NWA en los Estados Unidos.
En octubre de 2017, la compañía de Billy Corgan, Lightning One, Inc., compró las propiedades físicas e intelectuales de National Wrestling Alliance. En ese momento, se terminaron todos los acuerdos de afiliación de NWA preexistentes con otras promociones; la mayoría de los campeonatos de la marca NWA (incluido el Nacional) quedarían vacantes en los meses siguientes. Los únicos dos campeonatos que no quedaron vacantes fueron el Campeonato Mundial de Peso Pesado de la NWA y el Campeonato Mundial Femenino de la NWA. Corgan transformó la NWA de un organismo rector a una promoción de lucha libre, una que busca revivir y preservar con orgullo el estado de ánimo, la apariencia y la sensación de la era de la lucha libre de los años 70 y 80, Georgia / Atlántico Medio.
En octubre de 2018, la NWA anunció que el título nacional se reiniciaría en el programa del 70 aniversario de la NWA, con un torneo de campeonato de ocho hombres con: Jay Bradley, Colt Cabana, Sammy Guevara, Mike Parrow, Scorpio Sky, Sam Shaw, Ricky Starks; y Willie Mack. El campeonato pasó a llamarse oficialmente "Campeonato Nacional NWA". Se encargó un nuevo cinturón de título: su diseño fue una restauración fiel de la década de 1970, versión Crockett / Mid-Atlantic Wrestling del cinturón del Campeonato de Peso Pesado de los Estados Unidos de la NWA, con algunos ajustes modernos.

## Nombres
| Nombre                                | Años                                        |
| ------------------------------------- | ------------------------------------------- |
| NWA National Heavyweight Championship | 12 de enero de 1980 – 21 de octubre de 2018 |
| NWA National Championship             | 21 de octubre de 2018 – presente            |

## Campeones

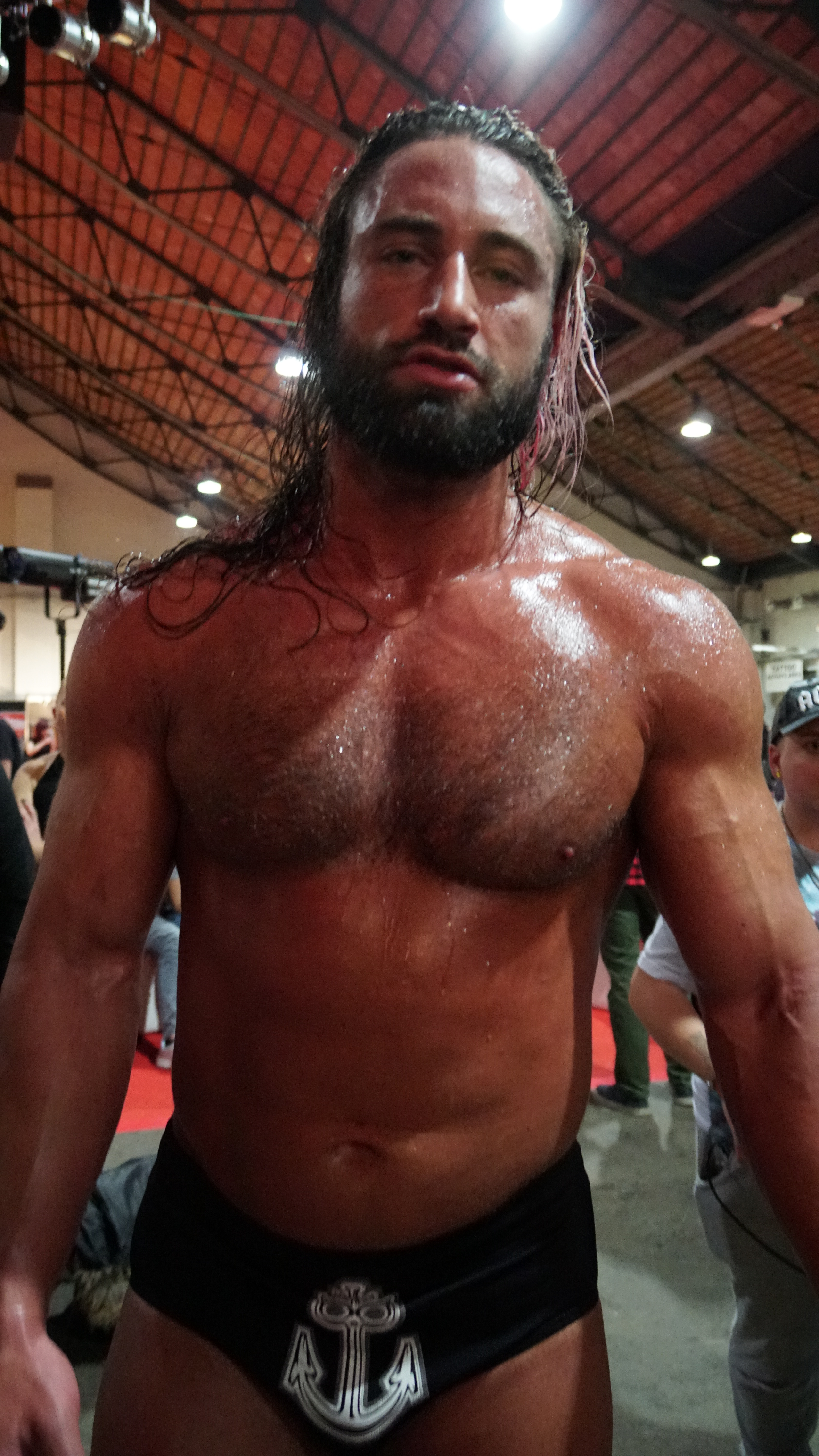
Thom Latimer, actual campeón.

### Campeón actual
El campeón actual es Mims, quien se encuentra en su primer reinado como campeón. Mims ganó el título tras derrotar a Bryan Idol, Burchill y a Carson Drake el 31 de agosto de 2024 en NWA 76th Anniversary Show.
Mason todavía no registra hasta el 28 de julio de 2025 las siguientes defensas televisadas:

### Lista de campeones
† indica cambios no reconocidos por la National Wrestling Alliance
|                                                   | Luchador                  | N.º | Fecha                    | Días      | Show o evento                          | Notas y referencias |
| ------------------------------------------------- | ------------------------- | --- | ------------------------ | --------- | -------------------------------------- | --- |
| National Wrestling Alliance (NWA)                 |                           |     |                          |           |                                        | |
| 1                                                 | Austin Idol               | 1   | 12 de enero de 1980      | 221       | N/A                                    | También derrotó a Mr. Wrestling II para ganar el Campeonato Peso Pesado Georgia de la NWA el 29 de marzo de 1980 en Atlanta, Georgia. |
| —                                                 | Vacante                   | —   | 20 de agosto de 1980     | —         | N/A                                    | Desalojado por razones desconocidas. |
| 2                                                 | Jack Brisco               | 1   | 9 de octubre de 1980     | 58        | N/A                                    | Derrotó Terry Funk el torneo final el campeonato vacante. |
| 3                                                 | The Mongolian Stomper     | 1   | 6 de diciembre de 1980   | 113       | Live event                             | [ 2 ] |
| 4                                                 | Steve Olsonoski           | 1   | 29 de marzo de 1981      | 139       | Live event                             | [ 3 ] |
| 5                                                 | The Masked Superstar      | 1   | 15 de agosto de 1981     | 44        | Live event                             | El 19 de septiembre de 1981, el Campeonato Peso Pesado Georgia de la NWA se unificó con el Campeonato Nacional de Peso Pesado. |
| 6                                                 | Tommy Rich                | 1   | 28 de septiembre de 1981 | 59        | Live event                             | Este fue es un mask vs. hair steel cage match. |
| 7                                                 | The Masked Superstar      | 2   | 25 de noviembre de 1981  | 53        | Live event                             | Este fue es un Texas death match. |
| 8                                                 | Tommy Rich                | 2   | 17 de noviembre de 1982  | 57        | Live event                             | Este fue es un steel cage match. |
| 9                                                 | Ron Bass                  | 1   | 15 de marzo de 1982      | 35        | Live event                             | [ 5 ] |
| 10                                                | Tommy Rich                | 3   | 19 de abril de 1982      | 13        | Live event                             | [ 6 ] |
| 11                                                | Buzz Sawyer               | 1   | 2 de mayo de 1982        | 49        | Live event                             | [ 7 ] |
| 12                                                | Paul Orndorff             | 1   | 20 de junio de 1982      | 40        | Live event                             | [ 8 ] |
| —                                                 | Vacante                   | —   | 30 de julio de 1982      | —         | N/A                                    | Paul Orndorff dejó vacante el campeonato para concentrarse en un desafío al Campeón Mundial de Peso Pesado de NWA Ric Flair. |
| 13                                                | The Super Destroyer       | 1   | 29 de agosto de 1982     | 35        | Live event                             | The Super Destroyer derrotó a Paul Orndorff en la final de un torneo de 11 hombres para ganar el campeonato vacante. |
| 14                                                | Paul Orndorff             | 2   | 3 de octubre de 1982     | 14        | Live event                             | [ 10 ] |
| 15                                                | The Masked Superstar      | 3   | 17 de octubre de 1982    | 21        | Live event                             | |
| 16                                                | Paul Orndorff             | 3   | 7 de noviembre de 1982   | 133       | Live event                             | Este fue un No Disqualification match. Si bien la mayoría de los registros muestran que Orndorff mantuvo y defendió el título ininterrumpidamente durante este reinado, algunos registros muestran que Killer Karl Kox ganó el título en algún momento de diciembre de 1982, perdiéndolo ante Tommy Rich en febrero de 1983 antes de ser recuperado. por Orndorff en marzo. |
| 17                                                | Killer Tim Brooks         | 1   | 20 de marzo de 1983      | 0         | Live event                             | |
| 18                                                | Larry Zbyszko             | 1   | 20 de marzo de 1983      | 41        | Live event                             | Compró el campeonato de Killer Tim Brooks por $ 25,000. |
| —                                                 | Vacante                   | —   | 30 de abril de 1983      | —         | N/A                                    | Larry Zbyszko fue despojado del campeonato por el presidente de la NWA Bob Geigel por comprarlo. |
| 19                                                | Larry Zbyszko             | 2   | 5 de junio de 1983       | 14        | Live event                             | Zbyszko derrotó a Mr. Wrestling II en la final de un torneo de 12 hombres para ganar el campeonato vacante. |
| 20                                                | Mr. Wrestling II          | 1   | 19 de junio de 1983      | 28        | Live event                             | Killer Brooks y Mr. Wrestling I sirvió como árbitro invitado especial's. |
| 21                                                | Larry Zbyszko             | 3   | 17 de julio de 1983      | 70        | Live event                             | Este fue es un tiempo límite No Disqualification match. |
| 22                                                | Brett Wayne               | 1   | 25 de septiembre de 1983 | 54        | N/A                                    | [ 15 ] |
| 23                                                | Ted DiBiase               | 1   | 18 de noviembre de 1983  | 92        | N/A                                    | [ 16 ] |
| 24                                                | Brad Armstrong            | 1   | 18 de febrero de 1984    | 54        | World Championship Wrestling           | Armstrong luchó bajo una máscara como "Mr. R" (se cree que es Tommy Rich debajo de la máscara) y cubrió a Ted DiBiase para ganar el campeonato cuando DiBiase se distrajo con Rich parado en el podio de locutores en primera fila. |
| 25                                                | The Spoiler               | 1   | 12 de abril de 1984      | 22        | Live event                             | [ 18 ] |
| 26                                                | Brad Armstrong            | 2   | 4 de mayo de 1984        | 58        | Live event                             | |
| 27                                                | The Spoiler               | 2   | 1 de julio de 1984       | 13        | Live event                             | The Spoiler se fue a la World Wrestling Federation durante este reinado y fue brevemente reconocido como el Campeón Nacional por la WWF. |
| 28                                                | Ted DiBiase               | 2   | 14 de julio de 1984      | 89        | N/A                                    | Este fue un combate fantasma después de que The Spoiler fuera a la World Wrestling Federation. |
| 29                                                | Ron Garvin                | 1   | 11 de octubre de 1984    | 233       | GCW Night of Champions                 | [ 21 ] |
| 30                                                | Black Bart                | 1   | 1 de junio de 1985       | 113       | NWA World Championship Wrestling       | El partido también tuvo un Loser Leaves Town match. |
| 31                                                | Terry Taylor              | 1   | 22 de septiembre de 1985 | 67        | N/A                                    | |
| 32                                                | Buddy Landel              | 1   | 28 de noviembre de 1985  | 7         | Starrcade                              | [ 23 ] |
| 33                                                | Dusty Rhodes              | 1   | 19 de diciembre de 1985  | 75        | N/A                                    | Rhodes recibió el título en una lucha fantasma después de que Buddy Landel fuera despedido debido a su problema con las drogas. |
| 34                                                | Tully Blanchard           | 1   | 4 de marzo de 1986       | 177       | MACW TV Taping                         | [ 25 ] |
| 35                                                | Wahoo McDaniel            | 1   | 28 de agosto de 1986     | 31        | N/A                                    | [ 26 ] |
| 36                                                | Nikita Koloff             | 1   | 28 de septiembre de 1986 | 0         | Live event                             | Este fue un championship unification match, donde Koloff también defendió el Campeonato de Peso Pesadode Estados Unidos NWA. |
| —                                                 | Desactivado               | —   | 28 de septiembre de 1986 | —         | N/A                                    | El campeonato se unificó con el Campeonato de peso pesado de los Estados Unidos de la NWA. |
| 37                                                | Big Slam                  | 1   | 17 de mayo de 1997       | 62        | N/A                                    | El campeonato fue otorgado después de que la NWA lo reactivó. |
| 38                                                | Salvatore Sincere         | 1   | 18 de julio de 1997      | 85        | Live event                             | |
| —                                                 | Vacante                   | —   | 11 de octubre de 1997    | —         | N/A                                    | El campeonato quedó vacante por razones indocumentadas. |
| 39                                                | Doug Gilbert              | 1   | 27 de marzo de 1998      | 148       | Live event                             | Derrotó a Barry Windham y a Rocco Rock en un Triple Threat Match para ganar el título vacante. |
| 40                                                | Stevie Richards           | 1   | 22 de agosto de 1998     | 63        | Live event                             | |
| 41                                                | Doug Gilbert              | 2   | 24 de octubre de 1998    | 448       | NWA 50th Anniversary Show              | Este fue un Equipo de ocho hombres combate en jaula de acero. Gilbert ganó el título haciendo equipo con Steve Corino, Lance Diamond y Rik Ratchett contra Richards, The Pitbulls (#1 y #2) y Dead Man Walking. |
| 42                                                | Don Brodie                | 1   | 15 de enero de 2000      | 90        | N/A                                    | |
| 43                                                | Kevin Northcutt           | 1   | 14 de abril de 2000      | 152       | NWA Southwest Parade of Champions      | |
| 44                                                | Stone Mountain            | 1   | 13 de septiembre de 2000 | 52        | N/A                                    | |
| 45                                                | Terry Knight              | 1   | 4 de noviembre de 2000   | 69        | N/A                                    | Knight derrotó a Jesse Taylor el 18 de noviembre de 2000 en Cornelia, Georgia para unificar el NWA Wildside United States Heavyweight Championship. |
| 46                                                | Don Brodie                | 2   | 12 de enero de 2001      | 201 – 222 | N/A                                    | |
| —                                                 | Vacante                   | —   | Agosto de 2001           | —         | N/A                                    | El campeonato quedó vacante después de que Don Brodie se lesionara en un accidente automovilístico. |
| 47                                                | Kevin Northcutt           | 2   | 22 de agosto de 2001     | 52        | N/A                                    | Northcutt fue premiado con el título. |
| 48                                                | Hotstuff Hernández        | 1   | 13 de octubre de 2001    | 455       | NWA 53rd Anniversary Show              | El 5 de mayo de 2002, Shinya Hashimoto derrotó a Hernández en un combate titular en Tokio. El título le fue devuelto a Hernández después de que Hashimoto lo rechazara. La NWA luego afirmó que el combate entre Hashimoto y Hernández en Japón no era por el título. |
| 49                                                | Ricky Murdock             | 1   | 11 de enero de 2003      | 643       | N/A                                    | |
| 50                                                | Spyder                    | 1   | 15 de octubre de 2004    | 358       | NWA 56th Anniversary Show – Noche 1    | |
| —                                                 | Vacante                   | —   | 31 de marzo de 2006      | —         | N/A                                    | El campeonato se retrasó después de un partido contra Big Bully Douglas, debido a la interferencia de Kory Williams. |
| 52                                                | Big Bully Douglas         | 1   | 1 de abril de 2006       | 182       | N/A                                    | Douglas derrotó a Ricky Murdock en una revancha para ganar el campeonato retenido. |
| 53                                                | Kory Williams             | 1   | 30 de septiembre de 2006 | 217       | N/A                                    | |
| 54                                                | Chance Prophet            | 1   | 5 de mayo de 2007        | 160       | N/A                                    | |
| —                                                 | Vacante                   | —   | 12 de octubre de 2007    | —         | N/A                                    | Chance Prophet fue despojado del campeonato por la Junta Directiva de NWA debido a una lesión. |
| 55                                                | Pepper Parks              | 1   | 20 de octubre de 2007    | 181       | Live event                             | Parks derrota a Kory Williams para ganar el título vacante. |
| 56                                                | Crusher Hansen            | 1   | 18 de abril de 2008      | 239       | PWX Crossfire                          | |
| 57                                                | Brandon K                 | 1   | 13 de diciembre de 2008  | 4         | N/A                                    | |
| 58                                                | Crusher Hansen            | 2   | 17 de diciembre de 2008  | 31        | N/A                                    | |
| 59                                                | Phil Shatter              | 1   | 17 de enero de 2009      | 763       | PWX Genesis 2                          | Este fue un combate de eliminación a tres bandas que también involucró a Chris LeRusso. |
| 60                                                | Chance Prophet            | 2   | 19 de febrero de 2011    | 404       | N/A                                    | |
| 61                                                | Kahagas                   | 1   | 29 de marzo de 2012      | 230       | NWA Ring Warriors Battle of the Belts  | Esta fue una lucha en cadena rusa de armas de cuatro esquinas con The New Heavenly Bodies sirviendo como árbitro invitado especial. |
| —                                                 | Vacante                   | —   | 14 de noviembre de 2012  | —         | N/A                                    | El campeonato quedó vacante después de que Kahagas ganara el Campeonato Mundial Peso Peso de la NWA. |
| 62                                                | Damien Wayne              | 1   | 5 de enero de 2013       | 160       | NWA Edge                               | Wayne derrotó a Chance Prophet y a Lance Erikson en un three-way dance ganó el campeonato vacante. |
| 63                                                | Vordell Walker            | 1   | 14 de junio de 2013      | 49        | NWA SAW Gathering of the Champions     | fue un steel cage match. |
| 64                                                | Damien Wayne              | 2   | 2 de agosto de 2013      | 43        | Live event                             | [ 30 ] |
| 65                                                | Phil Monahan              | 1   | 14 de septiembre de 2013 | 181       | Live event                             | |
| 66                                                | Lou Marconi               | 1   | 1 de marzo de 2014       | 21        | N/A                                    | |
| 67                                                | Phil Monahan              | 2   | 22 de marzo de 2014      | 1         | WrestleRama 13                         | [ 31 ] |
| 68                                                | Lou Marconi               | 2   | 23 de marzo de 2014      | 13        | Live event                             | [ 32 ] |
| 69                                                | Phil Monahan              | 3   | 5 de abril de 2014       | 98        | N/A                                    | |
| 70                                                | Lou Marconi               | 3   | 12 de julio de 2014      | 209       | NWA Smoky Mountain Steel Cage Showdown | |
| 71                                                | Jax Dane                  | 1   | 6 de febrero de 2015     | 111       | Live event                             | Desde el 12 de abril, Dane celebra los campeonatos nacionales y norteamericanos. NWA le permite defender ambos títulos juntos. |
| —                                                 | Vacante                   | —   | 28 de mayo de 2015       | —         | N/A                                    | Jax Dane pierde ambos campeonatos debido a una lesión. |
| 72                                                | Arrick Andrews            | 1   | 11 de julio de 2015      | 175       | Live event                             | Andrews derrotó a Chase Owens en la final de un torneo. |
| —                                                 | Vacante                   | —   | 2 de enero de 2016       | —         | N/A                                    | Arrick Andrews anunció que había sufrido una lesión en la rodilla en un accidente de caza que lo mantendría fuera de la lucha libre durante 8 meses y perdió el campeonato. |
| 73                                                | John Saxon                | 1   | 9 de enero de 2016       | 21        | N/A                                    | Saxon ganó una batalla real para ganar el campeonato vacante. |
| 74                                                | Greg Anthony              | 1   | 30 de enero de 2016      | 154       | N/A                                    | |
| 75                                                | Mustang Mike              | 1   | 2 de julio de 2016       | 7         | N/A                                    | Fue un Steel Cage match. |
| 76                                                | Greg Anthony              | 2   | 9 de julio de 2016       | 70        | N/A                                    | |
| 77                                                | Jake Logan                | 1   | 17 de septiembre de 2016 | 42        | N/A                                    | |
| 78                                                | Greg Anthony              | 3   | 29 de octubre de 2016    | 21        | Live event                             | |
| 79                                                | Damien Wayne              | 3   | 19 de noviembre de 2016  | 76        | N/A                                    | |
| 80                                                | Kahagas                   | 2   | 3 de febrero de 2017     | 239       | N/A                                    | |
| —                                                 | Vacante                   | —   | 30 de agosto de 2017     | —         | N/A                                    | El título quedó vacante cuando NWA rescindió todos los contratos con sus licenciatarios. |
| National Wrestling Alliance (NWA) / Lightning One |                           |     |                          |           |                                        | |
| 81                                                | Willie Mack               | 1   | 21 de octubre de 2018    | 188       | NWA 70th Anniversary Show              | Derrotó a Sam Shaw para ganar el campeonato vacante. |
| 82                                                | Colt Cabana               | 1   | 27 de abril de 2019      | 63        | Crockett Cup 2019                      | [ 36 ] |
| 83                                                | James Storm               | 1   | 29 de junio de 2019      | 94        | Ring of Honor Wrestling                | Emitido el 12 de julio. |
| 84                                                | Colt Cabana               | 2   | 1 de octubre de 2019     | 74        | Power                                  | Emitido el 5 de noviembre. |
| 85                                                | Aron Stevens              | 1   | 14 de diciembre de 2019  | 290       | Into the Fire                          | Derrotó a Colt Cabana y Ricky Starks. |
| 86                                                | Trevor Murdoch            | 1   | 29 de septiembre de 2020 | 175       | Primetime Live                         | [ 40 ] |
| 87                                                | Chris Adonis              | 1   | 29 de abril de 2021      | 56        | Power                                  | |
| —                                                 | Vacante                   | —   | 30 de agosto de 2021     | —         | N/A                                    | Emitido en retardo de cinta. Chris Adonis dejó vacante el título para entrar en una batalla real para decidir el contendiente número 1 por el Campeonato Mundial de Peso Pesado de la NWA. |
| 88                                                | Chris Adonis              | 2   | 8 de junio de 2021       | 249       | Super Powerrr                          | Se emitió en demora el 6 de julio de 2021. Derrotó a JTG en la final del torneo para ganar el título. |
| 89                                                | Anthony Mayweather        | 1   | 12 de febrero de 2022    | 36        | PowerrrTrip                            | |
| 90                                                | Jax Dane                  | 2   | 20 de marzo de 2022      | 160       | Crockett Cup — Noche 2                 | Dane usó su oportunidad de Champion's Series. |
| 91                                                | Cyon                      | 1   | 27 de agosto de 2022     | 223       | NWA 74th Anniversary Show - Noche 1    | |
| 92                                                | EC3                       | 1   | 7 de abril de 2023       | 96        | NWA 312                                | [ 41 ] |
| —                                                 | Vacante                   | —   | 12 de julio de 2023      | —         | Powerrr                                | Después de defender con éxito el título contra "Thrillbilly" Silas Mason, EC3 dejó vacante el título para competir por el Campeonato Mundial Peso Pesado de la NWA en NWA 75. |
| 93                                                | "Thrillbilly" Silas Mason | 1   | 26 de agosto de 2023     | 141       | NWA 75th Anniversary Show - Noche 1    | Derrotó a Kratos y a Odinson para ganar el título vacante. |
| —                                                 | Vacante                   | —   | 14 de enero de 2024      | —         | Powerrr                                | Mason renunció al título dejándolo vacante para competir por el Campeonato Mundial Peso Pesado de NWA en Hard Times 4. Emitido el 19 de marzo. |
| 94                                                | Thom Latimer              | 1   | 2 de marzo de 2024       | 182       | Powerrr: Hard Times 4                  | Derrotó a Burchill, Blake Troop y a Zyon para ganar el título vacante. Emitido el 7 de mayo. |
| —                                                 | Vacante                   | —   | —                        | —         | —                                      | Latimer dejó vacante el título para competir por el Campeonato Mundial Peso Pesado de NWA en el NWA 76th Anniversary Show. Emitido en el episodio de NWA Powerrr del 10 de septiembre de 2024. |
| 95                                                | Mims                      | 1   | 31 de agosto de 2024     | 331+      | NWA 76th Anniversary Show              | Derrotó a Burchill, Bryan Idol y a Carson Drake en un Elimination Match para ganar el título vacante. Emitido en el episodio de NWA Power del 8 de octubre. |

### Total de días con el título

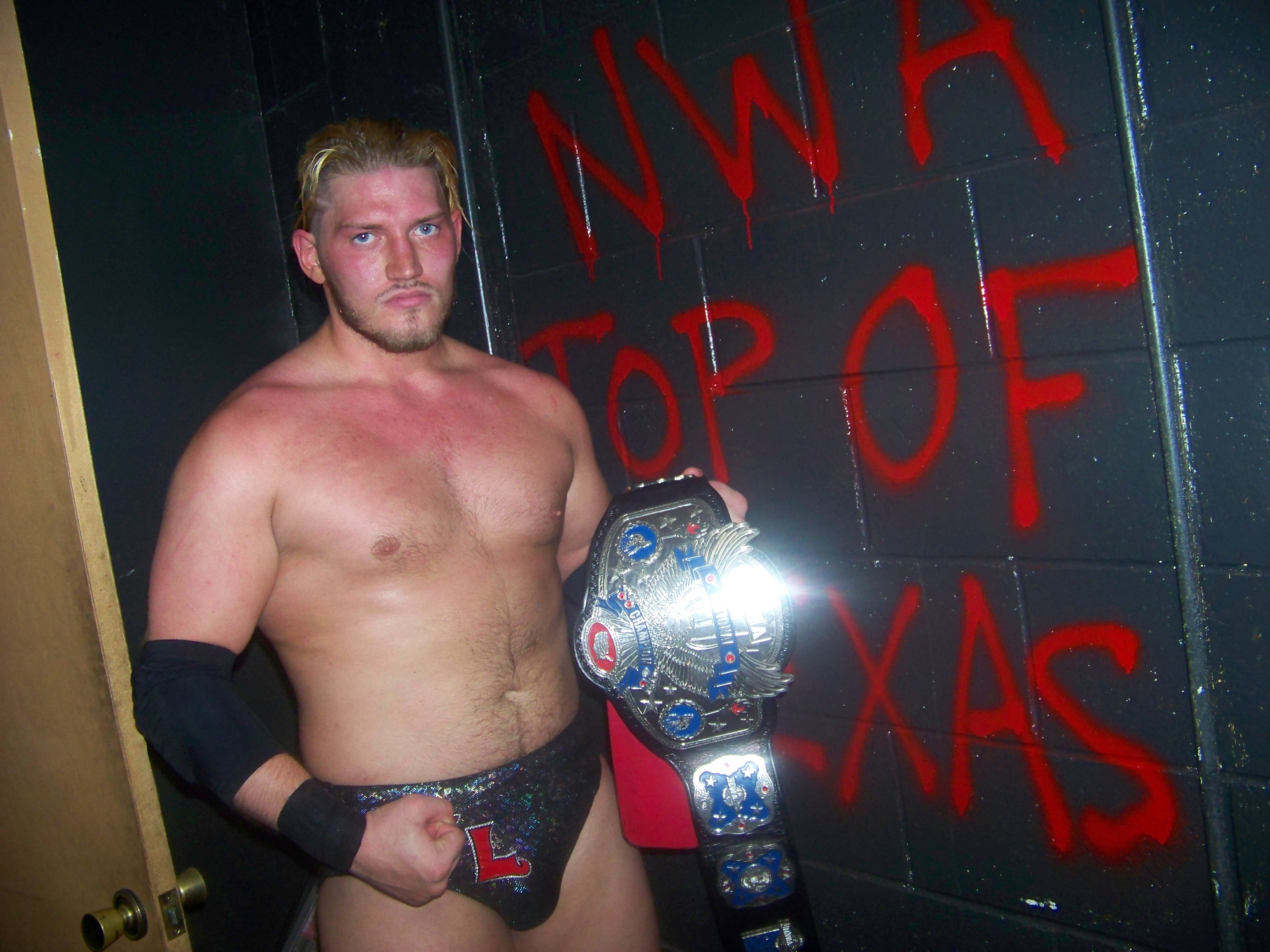
Jake Logan, ex campeón que cuenta con 42 días en su único reinado.

La siguiente lista muestra el total de días que un luchador ha poseído el campeonato si se suman todos los reinados que posee. Actualizado a la fecha del 28 de julio de 2025.
| + | Indica al campeón actual |

| N.º | Campeón                   | Reinados | Total de días |
| --- | ------------------------- | -------- | ------------- |
| 1   | Ricky Murdock             | 2        | 817           |
| 2   | Phil Shatter              | 1        | 763           |
| 3   | Doug Gilbert              | 2        | 596           |
| 4   | Chance Prophet            | 2        | 564           |
| 5   | Kahagas                   | 2        | 469           |
| 6   | Hotstuff Hernández        | 1        | 455           |
| 7   | Spyder                    | 1        | 358           |
| 8   | Mims                      | 1        | 331+          |
| 9   | Chris Adonis              | 2        | 305           |
| 10  | Don Brodie                | 2        | 291¤          |
| 11  | Aron Stevens              | 1        | 290           |
| 12  | Damien Wayne              | 3        | 279           |
| 13  | Jax Dane                  | 2        | 272           |
| 14  | Crusher Hansen            | 2        | 270           |
| 15  | Phil "Nitro" Monahan      | 3        | 267           |
| 16  | Greg Anthony              | 3        | 245           |
| 17  | Lou Marconi               | 3        | 243           |
| 18  | Ron Garvin                | 1        | 233           |
| 19  | Cyon                      | 1        | 224           |
| 20  | Austin Idol               | 1        | 221           |
| 21  | Kory Williams             | 1        | 217           |
| 22  | Kevin Northcutt           | 2        | 204           |
| 23  | Willie Mack               | 1        | 188           |
| 24  | Paul Orndorff             | 3        | 187           |
| 25  | Big Bully Douglas         | 1        | 182           |
| 25  | Thom Latimer              | 1        | 182           |
| 27  | Ted DiBiase               | 2        | 181           |
| 27  | Pepper Parks              | 1        | 181           |
| 29  | Tully Blanchard           | 1        | 177           |
| 30  | Arrick Andrews            | 1        | 175           |
| 30  | Trevor Murdoch            | 1        | 175           |
| 31  | "Thrillbilly" Silas Masón | 1        | 141           |
| 32  | Steve Olsonoski           | 1        | 139           |
| 33  | Colt Cabana               | 2        | 137           |
| 34  | Tommy Rich                | 3        | 128           |
| 35  | Larry Zbyszko             | 3        | 125           |
| 37  | Masked Superstar          | 3        | 118           |
| 38  | Black Bart                | 1        | 113           |
| 38  | Mongolian Stomper         | 1        | 113           |
| 40  | Brad Armstrong            | 2        | 112           |
| 41  | James Storm               | 1        | 94            |
| 42  | EC3                       | 1        | 93            |
| 43  | Salvatore Sincere         | 1        | 85            |
| 44  | Dusty Rhodes              | 1        | 75            |
| 45  | Terry Knight              | 1        | 69            |
| 46  | Terry Taylor              | 1        | 67            |
| 47  | Stevie Richards           | 1        | 63            |
| 48  | Big Slam                  | 1        | 62            |
| 49  | Jack Brisco               | 1        | 58            |
| 50  | Brett Wayne               | 1        | 54            |
| 51  | Stone Mountain            | 1        | 52            |
| 52  | Buzz Sawyer               | 1        | 49            |
| 52  | Vordell Walker            | 1        | 49            |
| 54  | Jake Logan                | 1        | 42            |
| 55  | Anthony Mayweather        | 1        | 36            |
| 56  | Ron Bass                  | 1        | 35            |
| 56  | Super Destroyer           | 2        | 35            |
| 56  | The Spoiler               | 1        | 35            |
| 59  | Wahoo McDaniel            | 1        | 31            |
| 60  | Mr. Wrestling II          | 1        | 28            |
| 61  | Buddy Landel              | 1        | 21            |
| 61  | Saxon                     | 1        | 21            |
| 63  | Mustang Mike              | 1        | 7             |
| 64  | Brandon K                 | 1        | 4             |
| 65  | Killer Tim Brooks         | 1        | 0             |
| 65  | Nikita Koloff             | 1        | 0             |

### Mayor cantidad de reinados
| Reinados | Luchador (es) |
| -------- | --- |
| 3 veces  | Damien Wayne, Phil "Nitro" Monahan, Greg Anthony, Lou Marconi, Paul Orndorff, Tommy Rich, Larry Zbyszko, Masked Superstar                                           |
| 2 veces  | Ricky Murdock, Doug Gilbert, Chance Prophet, Kahagas, Colt Cabana, Don Brodie, Crusher Hansen, Kevin Northcutt, Ted DiBiase, Brad Armstrong, Chris Adonis, Jax Dane |